# Vivere militare est
Vivere militare est, o a volte Vivere est militare, è una locuzione latina che significa in italiano "vivere è fare il soldato".

## Origine
La frase è una semplificazione dell'espressione di Lucio Anneo Seneca, rivolta a Lucilio Iuniore: "Atqui vivere, Lucili, militare est." Questa citazione si trova nel paragrafo 96 del libro XVI delle Epistulae morales ad Lucilium (Lettere morali a Lucilio).